# Virtyeskatelep
Virtyeskatelep (Vârteșca), település Romániában, a Partiumban, Szilágy megyében.

## Fekvése
Gorbómezőés Zálha mellett fekvő település.

## Története
Virtyeskatelep 1910 előtt Gorbómező része volt, akkor vált külön településsé.
1910-ben 121 román lakosa volt.
2002-ben 80 román lakos élt a településen.

## Nevezetességek
- Fatemplomát Hagymás településről szállították a településre, mintegy 80 évvel ezelőtt.